# Ela Peroci

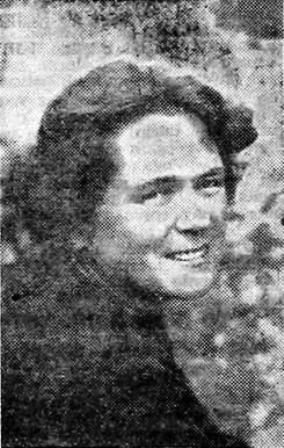
Ela Peroci

Ela Peroci (* 11. Februar 1922 Sveti Križ pri Rogaški Slatini, Königreich SHS; † 18. November 2001 in Ljubljana, Slowenien) war eine slowenische Schriftstellerin, Journalistin und Pädagogin.

## Leben und Werk
Da die Familie in ihrer Kindheit und Jugend öfter umzog, besuchte Peroci verschiedene Schulen: die Grundschule in Šmarje pri Jelšah, in Rogatec und in Šentvid pri Grobelnem, das Gymnasium in Celje und Kočevje. Sie studierte an der staatlichen pädagogischen Lehranstalt in Ljubljana und schloss das Studium 1942 ab. Nach dem Krieg unterrichtete sie in Grundschulen an verschiedenen Orten wie Kočevje, Sveti Križ, aber auch in Kamnik in einem Heim für behinderte Jugendliche. Ab 1948 arbeitete sie als Journalistin bei den Kinder- und Jugendzeitschriften Pionir, Ciciban und Mladi svet. Sie schrieb sich auf der Universität Ljubljana ein und schloss 1954 ein Studium der Pädagogik ab. 1962 wurde sie beim öffentlich-rechtlichen Fernsehen Sloweniens angestellt, wo sie bis zu ihrer Pensionierung 1978 an Jugend- und Bildungssendungen arbeitete.
Peroci gehört zu den bekanntesten Kinderbuchautoren Sloweniens, obwohl sie selbst als Kind keinen Zugang zu Märchen hatte, da sich die Familie keine Bücher leisten könnte. Ihr erstes Buch Moj dežnik je lahko balon (dt. Mein Regenschirm kann fliegen) wurde 1955 veröffentlicht. Muca Copatarica (1957, dt. Die Pantoffelmietze) verkaufte sich über 140.000 Mal und zählte noch 2019 zu den zehn meistverkauften Kinder- und Jugendbüchern des Jahres in Sloweniens. Perocis Werke waren für die damalige Kinderliteratur, die von Stoffen aus dem dörflichen-ruralen Leben beherrscht war, ein Novum, da sie die urbane kindliche Lebenswelt behandeln. Sie gilt als Begründerin des modernen urbanen slowenischen Märchens. Thematisch drehen sich ihre Märchen oft um sonst unbeachtete Alltagsphänomene.
Neben zahlreichen Kinderbüchern schrieb sie die Gedichtbände Rišem dan (1966, Ich zeichne den Tag) und Ko živim (1975, Wenn ich lebe), aber auch Prosa, Hörspiele und Drehbücher. Ihre Werke wurden in zahlreiche Sprachen übersetzt, darunter ins Tschechische, Finnische, Französische, Italienische, Ungarische, Deutsche und Slowakische. Peroci wurde für ihr literarisches Schaffen mit zahlreichen Preisen und Auszeichnungen bedacht, die wichtigsten darunter sind 1955 und 1956 der Levstik-Preis des Verlags Mladinska knjiga für Kinder- und Jugendliteratur und 1971 der Preis der Prešeren-Stiftung.

## Werke

### Bilderbücher
- Moj dežnik je lahko balon (Ljubljana, 1955; dt. Mein Schirm kann fliegen Ljubljana, 1962, übersetzt von Else Byhan; Herrsching, 1985, übersetzt von Else Byhan; Ljubljana, 1987)
- Tisočkratlepa (Ljubljana, 1956)
- Majhno kot mezinec (Ljubljana, 1957)
- Muca Copatarica (Ljubljana, 1957, Pantoffelmietze 1963, übersetzt von Mihaela Šarič; Berlin, 1964/1967/1968, Berlin, übersetzt von Mihaela Šarič; München, 1965, übersetzt von James Krüss; Herrsching, 1985, übersetzt von James Krüss)
- Kje so stezice? (Ljubljana, 1960)
- Zato, ker je na nebu oblak (Ljubljana, 1963)
- Hišica iz kock (Ljubljana, 1964, dt. Übersetzung Das Haus aus Klötzchen; München, 1965, übersetzt von James Krüss)
- Kozliček Goliček (Ljubljana, 1964)
- Bomo šli s sanmi po snegu in spustili se po bregu (Ljubljana, 1965)
- Vozimo, vozimo vlak (Ljubljana, 1965)
- Čebelice (Ljubljana, 1966)
- Klobuček, petelin in roža (Ljubljana, 1968; Hütchen, Hahn und RöschenMünchen, 1969, übersetzt von James Krüss)
- Pravljice žive v velikem starem mestu (Ljubljana, 1969)
- Stara hiša št. 3 (Ljubljana, 1973)
- Lalala (Ljubljana, 1975)
- Modri zajec (Ljubljana, 1975, dt. Der blaue Hase; Herrsching, 1985, übersetzt von Fric Frankl)
- Nina v čudežni deželi (Ljubljana, 1985)
- Telefon (Ljubljana, 1987)
- Amalija in Amalija (Ljubljana; 1998; dt. Übersetzung: Klagenfurt, Ljubljana, Wien, 1998 übersetzt von Tamara Kapus)

### Märchen
- Tacek (Ljubljana, 1959)
- Za lahko noč (Ljubljana, 1964)
- Očala tete Bajavaje (Ljubljana, 1969)
- Stolp iz voščilnic (Ljubljana, 1977)
- Siva miš, ti loviš (Ljubljana, 1983)
- Mož z dežnikom (Ljubljana, 1989)
- Prisedite k moji mizici (Ljubljana, 1990)
- Povestice Tik-Tak (Ljubljana, 1998)

### Prosa
- Breskve (Ljubljana, 1959)
- Po šoli me počakaj (Ljubljana, 1966)
- Reci sonce, reci luna (Ljubljana, 1979)
- Fantek in punčka (Ljubljana, 1996)

### Lyrik
- Rišem dan (Maribor, 1966)
- Ko živim (Maribor, 1975)